# Mudīte Gūtmane-Zandere
Mudīte Gūtmane-Zandere (Liepāja, 4 november 1960) is een voormalig Sovjet basketbalspeelster.

## Carrière
Gūtmane speelde haar carrière voor TTT Riga (1980-1983) en Lokomotīve Riga (1983-1984). Met TTT won ze drie Sovjet-kampioenschappen in 1980, 1981 en 1982. Ook won ze twee Europese Cup-titels 1981 en 1982. In 1984 stopte ze basketbal.

## Erelijst
- Landskampioen Sovjet-Unie: 3
  - Winnaar: 1980, 1981, 1982
- EuroLeague Women: 2
  - Winnaar: 1981, 1982